# Antoni Martí
Antoni Martí Petit (ur. 30 lipca 1963 w Escaldes-Engordany, zm. 6 listopada 2023 tamże) – andorski polityk i architekt, deputowany do Rady Generalnej, burmistrz Escaldes-Engordany od 2003 do 2011, premier Andory w latach 2011–2019 (z krótką przerwą w 2015).

## Życiorys
Z wykształcenia i zawodu architekt, studia ukończył w École nationale supérieure d'architecture de Toulouse. Karierę polityczną rozpoczął w 1994, po raz pierwszy wszedł wówczas w skład Rady Generalnej. W wyborach parlamentarnych w 1997 oraz w 2001 uzyskiwał reelekcję na kolejne kadencje. W 2003 zrezygnował z mandatu, w wyniku wyborów lokalnych objął wówczas stanowisko burmistrza Escaldes-Engordany. Po kolejnych wyborach w 2007 zachował urząd.
W 2011 stanął na czele Demokratów na rzecz Andory, koalicji partii opozycyjnych utworzonej przed przedterminowymi wyborami parlamentarnymi, rozpisanymi na kwiecień tegoż roku z powodu nieuchwalenia przez parlament budżetu na drugi rok z rzędu.
W wyborach z kwietnia 2011 Demokraci na rzecz Andory odnieśli zwycięstwo, zdobywając 20 z 28 mandatów i pokonując rządzącą Socjaldemokratyczną Partię Andory. 11 maja 2011 Antoni Martí został wybrany przez Radę Generalną na nowego premiera, posłowie socjaldemokratów wstrzymali się wówczas od głosu. Następnego dnia został zaprzysiężony razem z powołanym przez siebie gabinetem.
Urząd premiera sprawował do 23 marca 2015, po czym ponownie objął tę funkcję 1 kwietnia tego samego roku. Stanowisko to zajmował do 16 maja 2019.

## Życie prywatne
Antoni Martí był żonaty, miał troje dzieci.